# GW170817
GW170817 — impuls fal grawitacyjnych zarejestrowany w 17 sierpnia 2017. Wywołało go zderzenie pary gwiazd neutronowych w galaktyce NGC 4993, znajdującej się w odległości 130 milionów lat świetlnych od Ziemi. Wydarzenie to było przełomem w astronomii wieloaspektowej, ponieważ udało się wykryć powiązaną ze sobą emisję fal grawitacyjnych (dzięki m.in. detektorowi LIGO) oraz elektromagnetycznych (poprzez użycie m.in. satelity Fermi GST).